# Tomihisa Taue

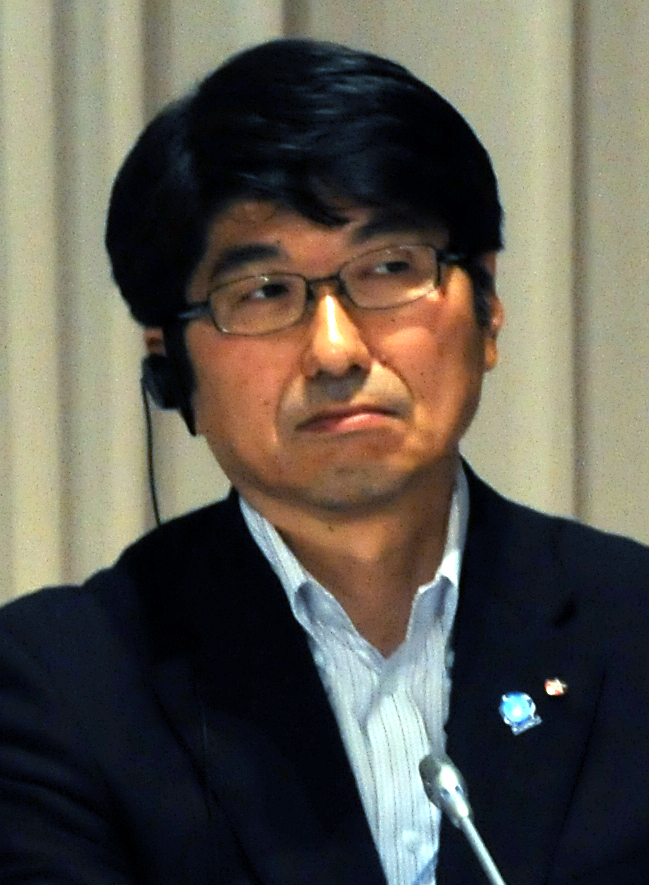
Tomihisa Taue

Tomihisa Taue (jap. 田上 富久 Taue Tomihisa; * 10. Dezember 1956 auf den Gotō-Inseln) ist ein japanischer Politiker und war von 2007 bis 2023 für vier Amtszeiten Bürgermeister von Nagasaki.
Taue studierte Jura an der Universität Kyūshū. Nach seiner Graduierung begann er in der Stadtverwaltung von Nagasaki zu arbeiten und war zuerst in den Bereichen Öffentlichkeitsarbeit und Tourismus tätig.
Als der amtierende Bürgermeister Itchō Itō April 2007 nach einer Wahlkampfveranstaltung kurz vor den einheitlichen Regionalwahlen 2007 von dem Yakuza-Mitglied Tetsuya Shiroo niedergeschossen wurde und infolge seines hohen Blutverlustes starb, entschied sich Taue für das Amt des Bürgermeisters zu kandidieren. Er trat hierbei gegen Makoto Yokoo, den Schwiegersohn Itōs, an. Taue, der nun seine Kandidatur erst fünf Tage vor der Wahl einbrachte, versuchte Yokoos Kandidatur als Nepotismus und Patronage darzustellen. Viel Wähler wiederum empfanden das Festhalten an dem Wahltermin so kurz nach Itōs Tod für taktlos und so kam es dazu, dass einige Wähler Wahlzettel mit Itōs Namen beschrifteten oder protestwählten. Nach einem knappen Ergebnis und mehreren Nachzählungen, wurde Taue mit einem Vorsprung von 953 Stimmen zum Bürgermeister gewählt.
Wie schon sein Vorgänger setzt sich auch Taue gegen Atomwaffen ein. Kurz nach seiner Wahl zum Bürgermeister kritisierte er Fumio Kyūma für dessen am 30. Juni 2007 in einer Rede in der Reitaku-Universität bekundeten Äußerungen zum Atombombenabwurf auf Nagasaki. Ebenso kritisierte er den liberaldemokratischen Politiker Taku Yamasaki für dessen Aussagen über nordkoreanische Atomwaffentests, in denen Yamasaki sie als nützlich zur Erkenntnis über die nordkoreanische Atomwaffenkapazität bezeichnet hatte. Yamasaki äußerte sich später dahingehend, das er genauso wie Taue ein Gegner von Atomwaffen ist.